# Kassai ütközet
A kassai ütközet az 1848–49-es szabadságharc téli hadjáratának egyik ütközete volt, melynek során Mészáros Lázár altábornagy, hadügyminiszter felső-tiszai hadteste Kassa déli határában 1849. január 4-én vereséget szenvedett Franz von Schlik altábornagy császári hadtestétől.

## Előzmények
Ferdinánd császár és király 1848. december 16-án  kinevezte Windisch-Grätz herceget  az Itálián kívüli császári haderő főparancsnokává és teljhatalommal ruházta fel a magyarországi szabadságharc leverésére. A december 2-ai uralkodóváltással I. Ferenc József került trónra, akit nem kötött az áprilisi törvényekre és a magyar alkotmányra tett eskü, és ezzel a magyarország elleni nyílt katonai támadás elől az utolsó akadály is elhárult.
Windisch-Grätz haditervét a már Jellasics szeptemberi támadásakor is követett elgondolásra építette, csapataival félkörben vette körül Magyarországot és végcélja az volt, hogy egyszerre több irányból támadva a magyar sereget a főváros közelébe szorítja. A herceg elgondolása szerint a főváros közelében vagy döntő csatára kényszerítheti a magyar csapatokat, vagy Buda és Pest elfoglalása után a honvéd hadsereg harc nélkül feloszlik.
A Galícia felől betörő császári csapatok, nyolcezer fővel és huszonhét löveggel december 6-án lépték át a Duklai-hágót. A hadtestet vezető Franz von Schlik altábornagy feladata Kassa elfoglalása volt, majd Miskolcon, vagy Rozsnyón keresztül Pest irányába kellett előnyomulnia.

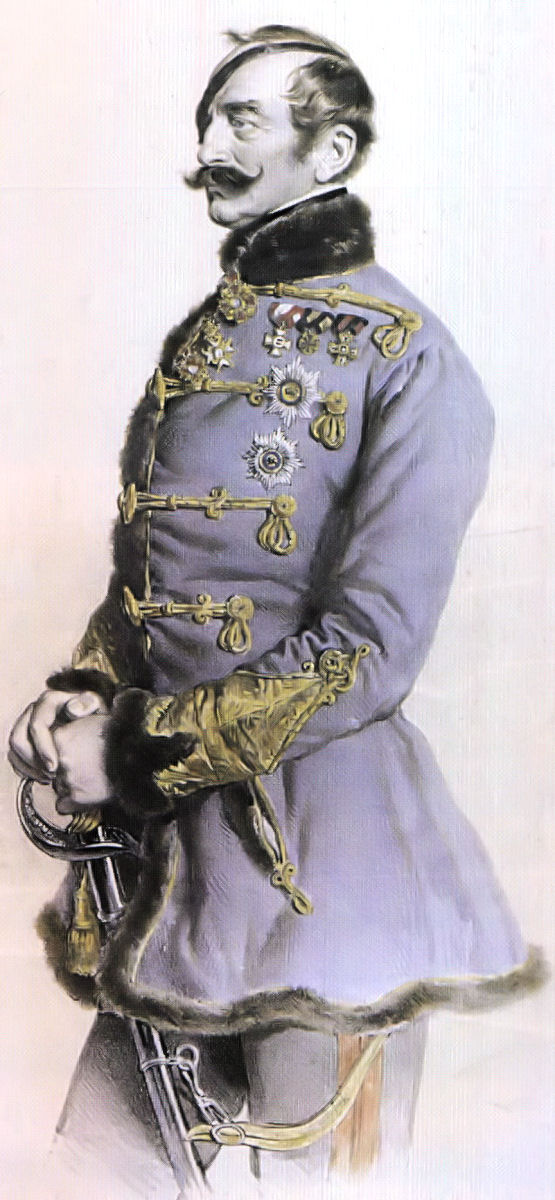
Franz von Schlik egyike volt a császári hadsereg legeredményesebb tábornokainak. Magyar ellenfelei szerint ő volt a „leglovagiasabb” császári tábornok. Fél szemét elvesztette a napóleoni háborúkban, de kortársai szerint „fél szemmel is többet látott, mint sok tábornoktársa kettővel.”

Az frissen szervezett honvéd haderőnek nem volt semmilyen terve Windisch-Grätz várható támadásának elhárítására. A magyar katonai vezetésnek 1848 decemberében egyszerre több hadszíntéren kellett nehézségekkel szembenéznie. A feldunai hadsereg Béccsel szemben, Perczel Mór hadteste a Muraközben várta a császári főerők támadását, a Délvidéken folyt a szerb felkelők elleni háború, a Csucsai-szorosnál folyamatban volt az Erdélyből kiszorult magyar csapatok átszervezése, így Schlik hadtestével szemben december elején csak nagyon csekély számú magyar erő állt. A császári csapatok december 9-én elfoglalták Eperjest, majd december 11-én Budamér és Kassa között ütköztek a Kassa védelmére hirtelen összeállított magyar hadtestbe. A védelmet szervező Pulszky Sándor ezredes három frissen felállított honvédzászlóalj, néhány ezer mozgó nemzetőr és tizenöt lövegből álló tüzérség élén kísérelte meg feltartóztatni Schlik nagyrészt veteránokból álló hadtestét. A budaméri ütközetet a magyar tüzérség tüze vezette be, majd mikor a császáriak viszonozták a tüzet, a magyar nemzetőrök között pánik tört ki. Ismét bebizonyosodott, hogy a nemzetőrség nem alkalmas császári sorezredek elleni harcra, csak néhány lengyel légiósnak és a 20. honvédzászlóalj egy részének volt köszönhető, hogy a magyar csapatok nagyobb veszteségek nélkül vissza tudtak vonulni Miskolc irányába, Schlik csapatai pedig elfoglalták Kassát.
Kassa elfoglalása komoly aggodalmat keltett az Országos Honvédelmi Bizottmányban, ezért egy ellentámadás megindításának tervével minden rendelkezésre álló erősítést Miskolc környékére irányítottak. A terület teljhatalmú kormánybiztosává Szemere Bertalant nevezték ki, a december végére mintegy tízezer főt és huszonöt löveget számláló hadtest parancsnokságát pedig a hadügyminiszter, Mészáros Lázár vette át.
Mészáros haditerve az volt, hogy egyszerre több irányból támadja meg a várost és ezzel Schlikket erői megosztására kényszeríti. A magyar hadügyminiszter utasította Ung és Bereg vármegye nemzetőrségét, hogy január 1-jén támadják meg Eperjest és a város bevétele után északról támadják meg Kassát. A magyar sereg zöme ugyanekkor dél felől indult Kassa elfoglalására. Schlik eközben Windisch-Grätz hercegtől azt az utasítást kapta, hogy vonuljon Pest irányába, de a tábornok, úgy döntött, hogy a parancs végrehajtása előtt felderíti Miskolc környékét, nehogy a magyar csapatok oldalba támadják.
A két fősereg Szikszónál találkozott. A rövid ideig tartó ütközet során Schlik szemből támadott, Mészáros pedig visszavonult. Schlik nem üldözte a magyar csapatokat, mert közben értesült az Eperjest fenyegető támadásról és seregével visszatért Kassára. Mészáros december 30-án megindult Kassa felé, és január 3-án értesült arról, hogy kétirányú támadási terve      kudarcot vallott, mert az Eperjesnél a magyar nemzetőröket visszaverték. Így mikor a magyar csapatok január 4-én a várostól délre felfejlődtek a támadáshoz, Schlik csaknem teljes haderejével álltak szemben.

## Az ütközet lefolyása

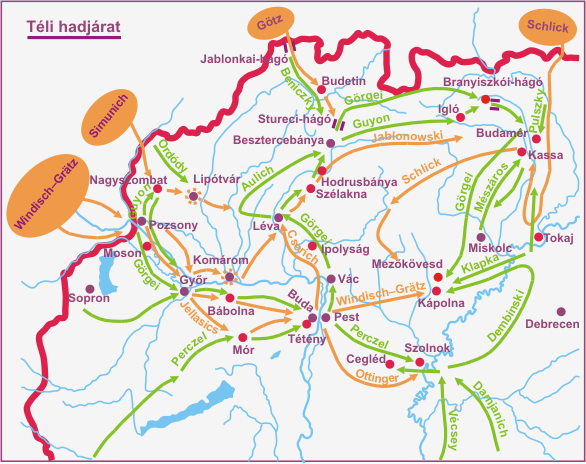
A téli hadjárat hadműveletei a fő hadszíntéren

A magyar bal szárnyon Perczel Sándor őrnagy, középen Pulszky Sándor ezredes, a jobb szárnyon Dessewffy Arisztid alezredes dandára támadott, az utóbbi megerősítve Henrik Rembowski őrnagy közel hétszáz fős lengyel légiósával. A császári csapatok hadrendjében a jobb szárnyon Anton Pergen vezérőrnagy, középen Franz Deym vezérőrnagy, a bal szárnyon Josef Fiedler vezérőrnagy dandára védekezett.  Az erőviszonyok hozzávetőlegesen egyenlők voltak, ami általában a védekező félnek kedvező. Schlik esélyeit csak tovább növelte a császári és honvéd csapatok harcértéke között ekkor még meglévő különbség. A császári csapatok állásának kulcsa a Kassától délre fekvő, a meredek partú Miszlóka pataktól övezett Akasztófa-hegy volt.

A támadást Perczel Sándor dandára kezdte meg, amely az erős ellenséges úgyútűz ellenére a város délnyugati szegletéig hatolt. Pulszky Sándor dandára eközben átkelt a jeges vizű Miszlókán, és éppen a hegy megrohamozására készült, amikor a magyar bal szárny gyalogságát oldalról – és egy mögé került császári különítmény részéről hátulról – egy erős ellenlökés érte. 

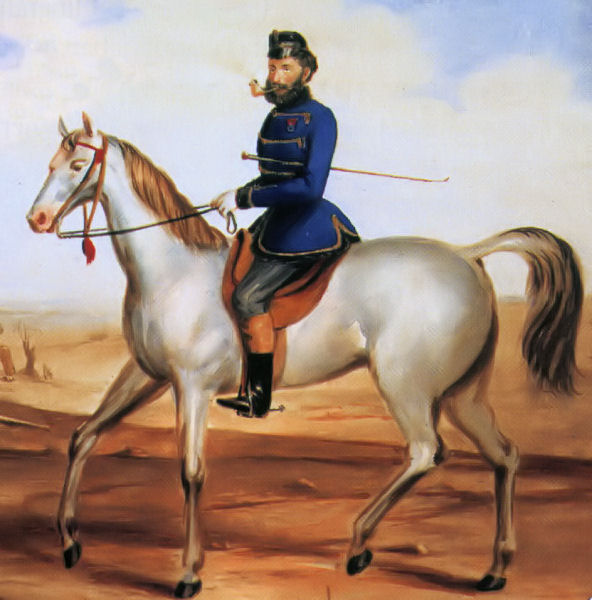
Mészáros Lázár a szabadságharc alatt vezénylő tábornokként egyetlen ütközetet sem nyert. Saját bevallása szerint sem volt alkalmas ezrednél nagyobb katonai egység harctéri irányítására. A honvéd hadsereg megszervezésében azonban elévülhetetlen érdemeket szerzett (egykorú vízfestmény)

 A bal szárny nemzetőrei erre hátrálásba, majd pánikszerű menekülésbe kezdtek, ami magával rántotta a többi magyar csapatot is. Csak a jobb szárnyon lévő magyar erők kitartásának volt köszönhető, hogy a vereség nem vált katasztrofálissá. A magyar csapatok így is kétszáz halottat, ötszáz foglyot és tíz löveget veszítettek.

## Következmények
A téli hadjárat első szakaszában elszenvedett vereségekkel a magyar fél számára a katonai helyzet válságosra fordult. A főváros feladásával a Tisza vonalának védelme ekkor már létfontosságú volt, mert a kormányzatnak és a további ellenállás alapját képező hadiiparnak a Tisza mögé kellett költöznie.
Ha győzelmét követően Schlik tábornok azonnal folytatta volna előnyomulását, és hídfőt foglalt volna el a folyó bal partján, ez feltehetően lehetetlenné tette volna a további ellenállást. Schlik azonban a győzelem után több mint két hetet várakozott, egyrészt azért, mert a magyar főváros elfoglalásáról csak január 8-án értesült, másrészt Windisch-Grätz herceghez hasonlóan ő is azt gondolta, hogy a honvédség a vereségek hatására magától fel fog oszlani. Schlik tétlensége alatt a felső-tiszai hadtestet Klapka György parancsnoksága alatt ismét újjászervezték, így mikor a császári tábornok végül mégis támadást indított, erős ellenállásba ütközött és nem volt képes átkelni a Tiszán.
A február 4-ei branyiszkói győzelem után Schlik került nehéz helyzetbe, és csak a magyar fővezér, Dembinszky Henrik tevékenységének volt köszönhető, hogy végül kicsúszott a bekerítésből és a kapolnai csata napján csatlakozni tudott a császári főerőkhöz. A honvéd haderő kassai veresége így hosszútávú következményekkel nem járt. Az ütközet után Mészáros Lázár lemondott az egyébként is csak kényszerűségből elvállalt hadtestparancsnoki beosztásáról és visszatért a hadügyminisztériumba. Windisch-Grätz mikor hírét vette a győzelemnek, a magyar fővárosban lefoglalt Mészáros hadigőzhajót Schlik nevére kereszteltette át.